# Villeneuve-sur-Conie
Villeneuve-sur-Conie és un municipi francès, situat al departament del Loiret i a la regió de Centre – Vall del Loira. L'any 2007 tenia 208 habitants.

## Demografia

### Població
El 2007 la població de fet de Villeneuve-sur-Conie era de 208 persones. Hi havia 76 famílies, de les quals 16 eren unipersonals (8 homes vivint sols i 8 dones vivint soles), 24 parelles sense fills, 32 parelles amb fills i 4 famílies monoparentals amb fills.
La població ha evolucionat segons el següent gràfic:
Habitants censats

### Habitatges
El 2007 hi havia 85 habitatges, 79 eren l'habitatge principal de la família, 3 eren segones residències i 3 estaven desocupats. Tots els 85 habitatges eren cases. Dels 79 habitatges principals, 68 estaven ocupats pels seus propietaris, 8 estaven llogats i ocupats pels llogaters i 3 estaven cedits a títol gratuït; 2 tenien dues cambres, 9 en tenien tres, 23 en tenien quatre i 45 en tenien cinc o més. 63 habitatges disposaven pel capbaix d'una plaça de pàrquing. A 26 habitatges hi havia un automòbil i a 47 n'hi havia dos o més.

### Piràmide de població
La piràmide de població per edats i sexe el 2009 era:
| Homes | Edats   | Dones |
| ----- | ------- | ----- |
| 0     | 95 o +  | 0     |
| 0     | 90 a 94 | 0     |
| 0     | 85 a 89 | 0     |
| 0     | 80 a 84 | 0     |
| 0     | 75 a 79 | 0     |
| 4     | 70 a 74 | 8     |
| 4     | 65 a 69 | 8     |
| 8     | 60 a 64 | 4     |
| 4     | 55 a 59 | 0     |
| 16    | 50 a 54 | 4     |
| 4     | 45 a 49 | 20    |
| 8     | 40 a 44 | 4     |
| 12    | 35 a 39 | 4     |
| 0     | 30 a 34 | 8     |
| 4     | 25 a 29 | 4     |
| 8     | 20 a 24 | 12    |
| 8     | 15 a 19 | 0     |
| 16    | 10 a 14 | 4     |
| 8     | 5 a 9   | 8     |
| 4     | 0 a 4   | 8     |

## Economia
El 2007 la població en edat de treballar era de 141 persones, 114 eren actives i 27 eren inactives. De les 114 persones actives 104 estaven ocupades (59 homes i 45 dones) i 10 estaven aturades (2 homes i 8 dones). De les 27 persones inactives 7 estaven jubilades, 10 estaven estudiant i 10 estaven classificades com a «altres inactius».

### Ingressos
El 2009 a Villeneuve-sur-Conie hi havia 77 unitats fiscals que integraven 212 persones, la mediana anual d'ingressos fiscals per persona era de 21.789 €.

### Activitats econòmiques
Dels 8 establiments que hi havia el 2007, 1 era d'una empresa extractiva, 3 d'empreses de construcció, 2 d'empreses de comerç i reparació d'automòbils, 1 d'una empresa de transport i 1 d'una empresa de serveis.
Dels 2 establiments de servei als particulars que hi havia el 2009, 1 era un guixaire pintor i 1 fusteria.
L'any 2000 a Villeneuve-sur-Conie hi havia 11 explotacions agrícoles que ocupaven un total de 1.606 hectàrees.

## Poblacions més properes
El següent diagrama mostra les poblacions més properes.